# Draba glacialis
Draba glacialis är en korsblommig växtart som beskrevs av Johannes Michael Friedrich Adam. Draba glacialis ingår i släktet drabor, och familjen korsblommiga växter. Inga underarter finns listade i Catalogue of Life.